# Wanda Garczyńska
Wanda Garczyńska (ur. 19 sierpnia 1891 we Lwowie, zm. 21 września 1954 w Warszawie) – polska zakonnica Sióstr Niepokalanego Poczęcia Najświętszej Maryi Panny, pośmiertnie uhonorowana tytułem Sprawiedliwy wśród Narodów Świata.

## Życiorys
4 listopada 1926 wstąpiła do zgromadzenia Sióstr Niepokalanego Poczęcia Najświętszej Maryi Panny. Nowicjat rozpoczęła 15 lipca 1927, profesję wieczystą złożyła 2 lipca 1934. W prowadzonych przez Zgromadzenie szkołach i internatach pełniła funkcje nauczycielki i wychowawczyni w Jazłowcu, Jarosławiu i Warszawie, gdzie była kierowniczką szkoły powszechnej, a od 1936 przełożoną klasztoru przy ul. Kazimierzowskiej w Warszawie. W czasie II wojny światowej prowadziła działalność organizacyjną wojskową i cywilną.
Zmarła 21 września 1954 w Warszawie po ciężkiej chorobie w szpitalu Wolskim przy ul. Płockiej. Pochowana została przy domu Zgromadzenia w Szymanowie.
7 marca 1983 roku została pośmiertnie uhonorowana tytułem Sprawiedliwy wśród Narodów Świata, za ukrywanie i pomoc dzieciom żydowskim w domu Zgromadzenia w Warszawie przy ul. Kazimierzowskiej, którego była przełożoną w latach 1936-1944.